# موزه دولتی تاریخ روسیه
موزه دولتی تاریخ روسیه (به روسی: Государственный исторический музей) یکی از موزه‌های مهم روسیه در زمینهٔ تاریخ روسیه  است که این موزه در حدفاصل بین میدان سرخ و میدان مانژ، مسکو قرار گرفته است.
موزه دولتی تاریخ روسیه در سال ۱۸۷۲ میلادی تأسیس شد.

## نگارخانه

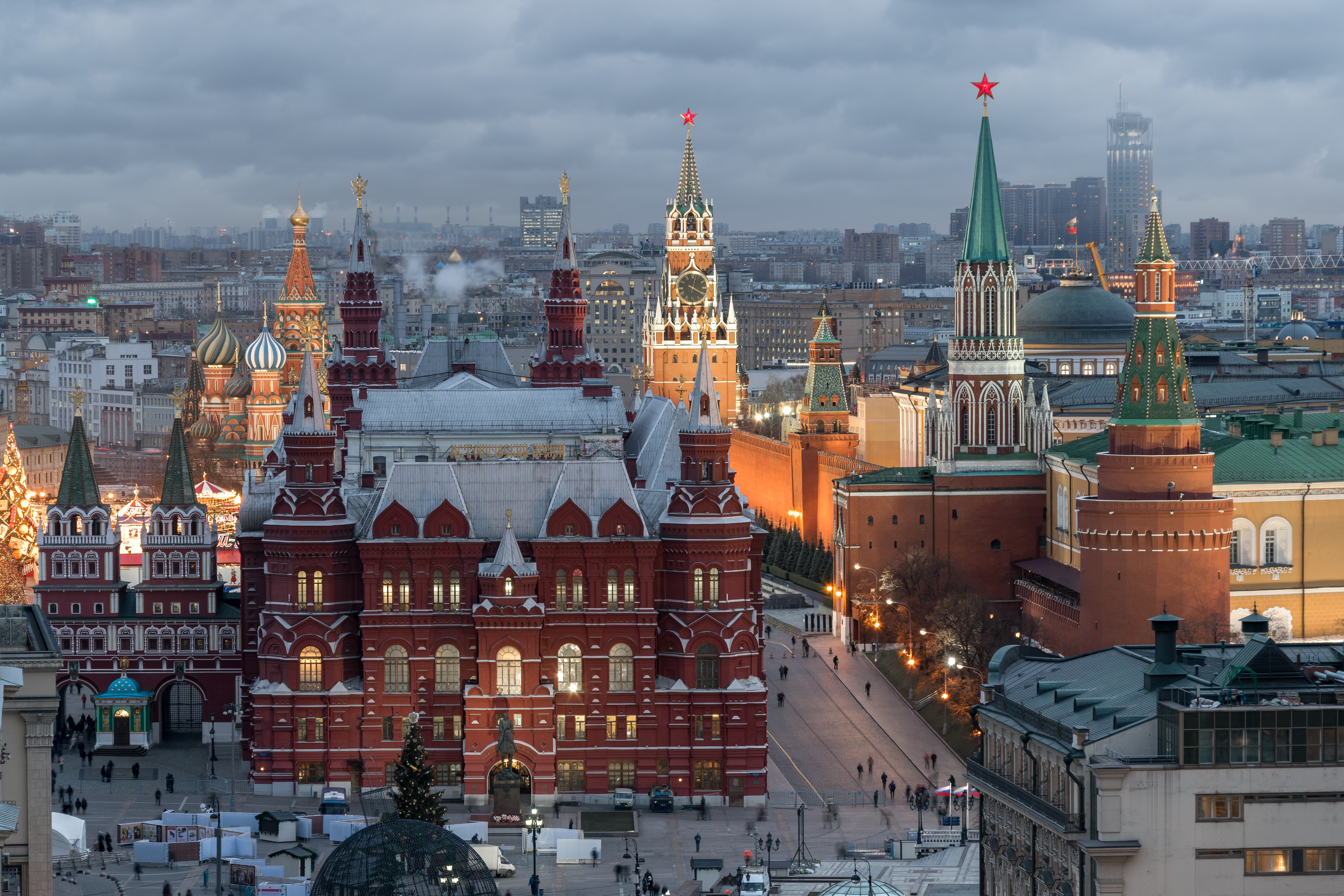
موزه دولتی تاریخ روسیه در مقابل میدان سرخ قرار دارد .
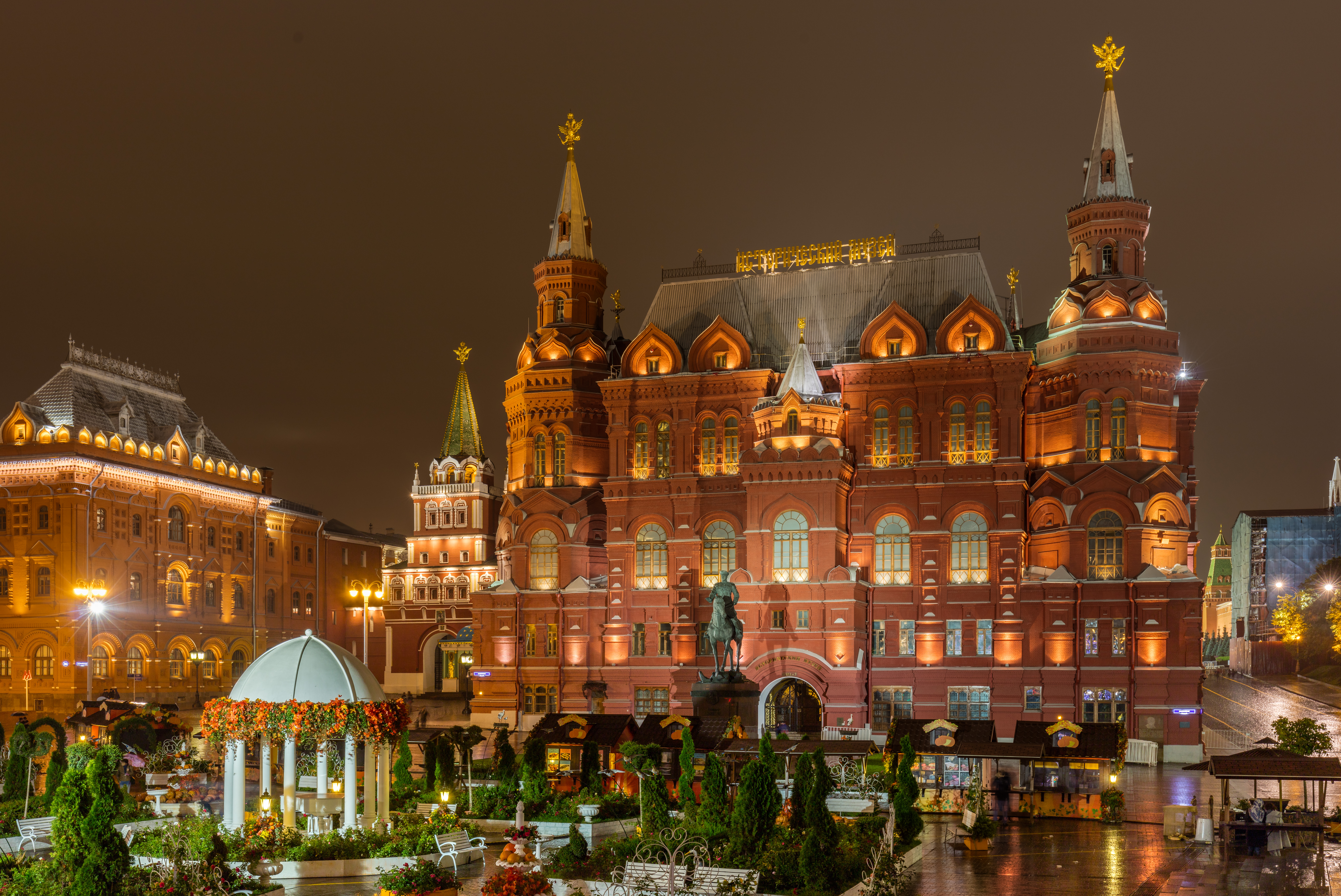
نمایی از موزه دولتی تاریخ روسیه در شب
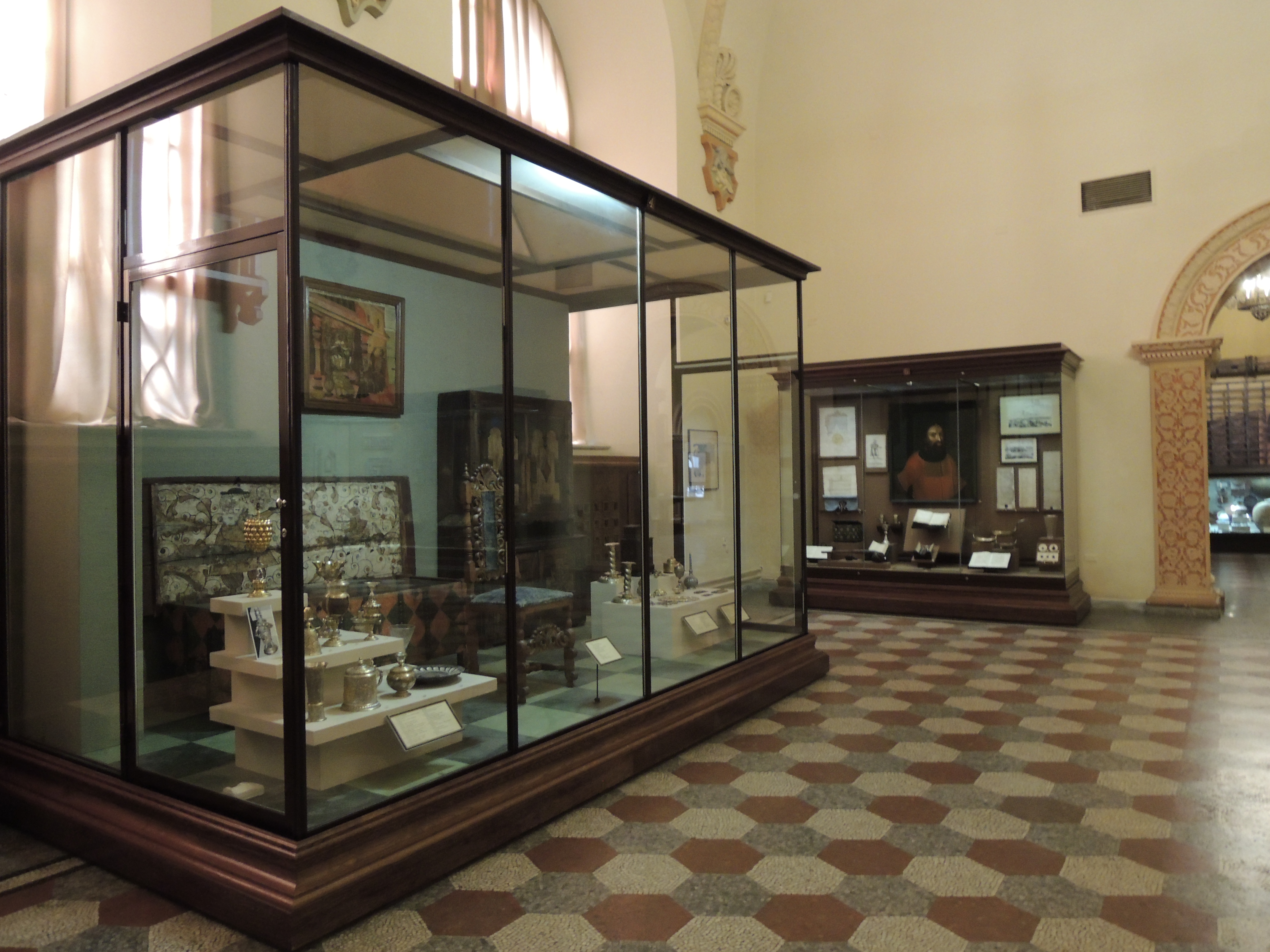
فضای داخلی موزه دولتی تاریخ روسیه